# 道蔦岳史
道蔦 岳史（みちつた たけし、1962年3月10日 - ）は、日本のクイズ作家、放送作家。日本放送作家協会、日本脚本家連盟に所属。

## 人物
神奈川県横浜市出身。東京学芸大学卒業。本人は「アップダウンクイズ」を見て育ち、生年月日が松田聖子と同じことに「強い星のもとに生まれたのか」と感じていた。
1979年にフジテレビ系列で放送されていた『クイズグランプリ』の高校生大会に出場して優勝を果たすと、大学進学後から多くの視聴者参加型クイズ番組に出場する。日本テレビ系列で放送されていた『アメリカ横断ウルトラクイズ』では第5回と第8回で予選を通過し、ともに機内ペーパークイズで1位を獲得し（2回獲得したのは唯一）、第5回は準々決勝のメンフィスまで、第8回はハワイまで進出している。また、大学在学中に、TBSテレビ系列で放送されていた『アップダウンクイズ』の「20周年記念全国大会」では優勝を果たしている。
インターネットに早くから興味を持ち、ニフティサーブのクイズ＆パズルフォーラム「FQUIZ」の2代目シスオペを務めた。ハンドルネームは「蘊蓄庵」。
1989年から1992年までTBS系列で放送されていた『ギミア・ぶれいく』内での企画『史上最強のクイズ王決定戦』に出演者としてオファーされたことをきっかけに、問題作成などの仕事への関わりを提案し、クイズ作家として本格的にデビューすることになった。以降、クイズ番組のスタッフに名を連ねる他、クイズゲームソフト等の制作にも関わっている。

## 関連番組
出題・監修
- 関口宏の東京フレンドパークII（クイズ!ボディー&ブレイン、クイズ監修）（TBS、1992年 - 2011年）
- オールスター感謝祭（TBS、1991年 - ）
- 天（TBS、2002年）
- THE CHAIR（TBS、2005年）
- 史上最強のクイズ王決定戦（TBS、1989年 - 1995年）
- 春のオールスター激突クイズ 当たってくだけろ!（TBS、1992年4月3日のみ監修）
- 史上最強1000問対決!クイズで敵をぶっつぶせ!CRASH（フジテレビ、1996年1月5日）
- クイズ$ミリオネア（フジテレビ、2000年 - ）
- クイズ!人生ゲーム（BS朝日、2004年 - 2005年）
- 全員正解あたりまえ!クイズ（TBS、2005年 - 2006年）
- ビンゴクイズ25（日本テレビ、2005年）
- 今世紀最後!!史上最大!アメリカ横断ウルトラクイズ（日本テレビ、1998年）
- おサイフいっぱいクイズ! QQQのQ（TBS、1998年）
- ブレインサバイバー（TBS、2002年）
- 行列のできる法律相談所（日本テレビ、2005年 - 2006年・早押しクイズ企画を監修）
- ザ・ドリームプレッシャー（TBS、2004年 - 2005年）
- ドリームプレス社（TBS、2006年 - ）
- クイズ!ヘキサゴン（フジテレビ、スーパーバイザー）
- クイズ!ヘキサゴンII（フジテレビ、同上）
- 超大型歴史アカデミー史上初!1億3000万人が選ぶニッポン人が好きな偉人ベスト100（日本テレビ、アドバイザー）
- まるまるちびまる子ちゃん
- クイズプレゼンバラエティー Qさま!!
- ザ・クイズマン!
- クイズ!時の扉
- 中居正広のクイズ!ONE/エイト（TBS、2009年7月21日・構成）
- オレたち!クイズMAN
- クイズ!脳ベルSHOW

その他
- マジカル頭脳パワー!!（1994年4月14日）（日本テレビ、100回突破記念にクイズ王として出演）
- TVチャンピオン（2006年1月18日）（テレビ東京、クイズ作家王選手権に参加者として出演）
- 決定!これが日本のベスト100全国一斉○○テスト（テレビ朝日、ブレーンとして出演）
- 謎を解け!まさかのミステリー（日本テレビ、三賢人として出演）
- くりぃむしちゅーのたりらリでイキます!!（日本テレビ、「出題王」のコーナーにゲスト解説として出演）
- ありえへん∞世界（2008年6月18日、テレビ東京、ゲーセンクイズ王の対戦相手として出演）
- 伊集院光とらじおと（2016年4月13日、TBSラジオ、トークコーナーのゲストとして出演）

## 著書
- 『TVクイズで10倍儲ける本 - オレだけの秘密の戦略』 ワニブックス 1985年（絶版） ISBN 484703015X
- 『クイズの響宴　FQUIZが贈るクイズフルコース』NIFTY-Serve クイズ&パズルフォーラム・編　亨有堂　1993年（自費出版） - 共著

## 関連商品
ゲームソフト
- 謎王（PlayStation用、1996年発売）
- 謎王pocket（ワンダースワン用、1999年発売）
- 超謎王（PlayStation用、2000年発売）
- クイズ$ミリオネア わくわくパーティー（PlayStation 2用、2001年発売）